# 五個醒覺的少年
《五個醒覺的少年》，香港電視廣播有限公司製作的時裝電視劇，監製徐正康。本剧后来引进中国内地，並且改剧名为《都市真情》。

## 故事大綱
高偉（鄧一君飾），本為一名品學兼優的預科生，同時亦憧憬著能代表香港參加奧運柔道賽事。豈料此時，其父的外遇彭小紅（雪梨飾）要爭奪名份，頓時令偉一家陷於分裂！偉更因一次與紅衝突，再加上紅受其任職懲教處的弟彭大軍（莫家堯飾）唆擺，被弄至瑯璫入獄。
在勞教中心的一段日子，偉處處受軍之壓逼，吃盡苦頭，尤幸得到獄中大飛 （張崇基飾）、石油氣（蔣克飾）、TIGER （林敬剛飾）、SAMMY （吳家樂飾）四人互相幫助，及其感化官呂立剛（劉家輝飾）的諄諄善誘，方能在磨練中漸漸成長。
出獄後，本以為能重新振作的偉，卻發覺家中已面目全非，反而更自暴自棄，幸得呂文正（鄺文珣飾）鼓勵，面對挑戰。與TIGER等人開辦薄餅速遞店，一展雄風。就在感情、事業上順境之際，軍針對偉，設計陷害他......

## 演員表

### 高家
| 演員   | 角色   | |
| 鄧一君 | 高 偉  | 該劇男主角，中七理科生 高全忠、李淑蘭之子 高琪之兄 呂文正之男友 因犯傷人罪，於1995年7月2日於灣仔法院被判入勞教中心受訓，編號2618 在人生最落魄时，青梅竹马的女友因他坐过牢而嫌弃他继而提出分手。 后来得到文正不离不弃的在他身边鼓励与支持才得以重新振作。 后来，高伟欲与其他四人去走私时，文正苦苦哀求高伟留下。可是高伟一意孤行终令文正失望离去。但文正的一番劝告却记在心中。幸好悬崖立马方未铸成大错。 对文正萌生爱意但却终止步不前与之保持朋友关系。直到薄饼店开张时文正没出现而感到倍感失落。但始终不敢踏出一步和文正表达心中想法。 后幸得妹妹和其男友Sammy从中帮忙下而成功向文正表白成为情侣。 对前女友有着一份昔日情谊而导致差点和文正分手。最后认清自己心中所爱，向文正表明心迹才得以挽回患难真情毕生挚爱。 |
| 劉 江  | 高全忠 | 高偉之父 李淑蘭之前夫 彭小红之夫 |
| 韓馬利 | 李淑蘭 | 高偉之母 高全忠之前妻 |
| 梁雪湄 | 高 琪  | 高偉之妹 马森美之女友 |

### 呂家
| 演員   | 角色   | |
| 劉家輝 | 呂立剛 | 呂文正之父 感化官 |
| 鄺文珣 | 呂文正 | 本剧的女主角 大学一年级法律系生 呂立剛之女 高偉之女友 于初次遇见高伟时，已对他芳心暗许。在知道他有一位非常要好的女友时，便把这份爱意藏在心里。后来看见茵茵背叛高伟，为其不值。 在高伟遇到困难和挫折时，都不离不弃地陪伴与鼓励着他。从来不求回报，只希望能默默地守在他的身边。 彭大军欲追求，文正却刻意对他保持距离。当得知他故意陷害高伟时，对他十分厌恶和抗拒。 后来，高伟欲与其他四人去犯罪时，苦苦哀求高伟留下。可是高伟一意孤行，文正失望之余再也不出现在高伟面前。 后见高伟的薄饼店开张，虽并缺席开张仪式但也替他的人生新章感到高兴。 后的高琪与其男友Sammy 的帮忙下，高伟鼓起勇气对其表白继而成为情侣。 在高伟受伤后，看见茵茵日夜细心照顾高伟顿时觉得自己是插足他们之间的第三者，黯然离去成全他们二人。 在父亲的劝告下偷偷地去看高伟做物理治疗，默默地在一旁为高伟流泪。 茵茵向之坦诚觉得高伟是个包袱而感到震惊。 被高伟的一番真诚表白而感动，决定与之继续走下去。成功成为彼此的挚爱，守护彼此的真情。 |

### 彭家
| 演員   | 角色   |                                            |
| 雪 梨  | 彭小紅 | 彭大軍之姊 高全忠之情婦                    |
| 莫家堯 | 彭大軍 | 彭小紅之弟 懲教署高級懲教主任 第六集被革職 |

### 劉家
| 演員   | 角色   | |
| 羅國維 | 劉永發 | 發叔 張美玉之夫 劉茵茵之父 |
| 朱咪咪 | 張美玉 | 發嫂 劉永發之妻 劉茵茵之母 |
| 陳彥行 | 劉茵茵 | 劉永發、張美玉之女 高偉之前女友。 彭大军之前女友 高伟受伤后，以女友身份照顾他。间接导致文正误会她与高伟的关系，令文正觉得自己是他们的第三者而决定离开成全她和高伟。 但茵茵后来觉得高伟双脚残废是个包袱，而找文正解释清楚退出三角恋。但是心里依然爱着高伟。 |

### 其他主要演員
| 演員   | 角色             |                                                                                                |
| 林敬剛 | 王元虎（Tiger）  | 高偉之勞教中心囚友，編號2357 暗戀高琪 因火燒高偉的Pizza店，於第20集被判入企嶺懲教所            |
| 吳家樂 | 林森美（Sammy）  | 高偉之勞教中心囚友，編號2619 為人膽小，於勞教所常被Tiger、大飛及石油氣欺負 高琪之男友 高偉好友 |
| 張崇基 | 陳健康（大飛）   | 高偉之勞教中心囚友，編號2288 有一妹一弟 為求保身，常附和Tiger                                  |
| 蔣 克  | 石志強（石油氣） | 高偉之勞教中心囚友，編號2115 起初經常欺負Sammy，為人暴躁 第6集因得到高偉幫忙，成為好友         |
| 劉美珊 | 何美美（May）    | 石油氣之女友 未成年懷孕 因文正帮忙才得以保住腹中胎儿，二人更成为好友。                         |

### 其他演員
| 演員   | 角色     |                                                           |
| 馬海倫 |          | 林森美之母                                                |
| 秦煌   |          | 懲教署監督                                                |
| 焦雄   | 全叔     | 懲教署職員 為人公正 間接令彭大軍被革職                    |
| 陳展鵬 | 雄       | 楊氏公司之員工                                            |
| 陳美琪 | 何素娟   | 呂文剛前妻 对文正和高伟交往保持保留的态度。最后接受高伟。 |
| 何美钿 | 客串     | 办公室同事                                                |
| 梁健平 | 柔道教練 |                                                           |
| 王維德 | 律師     | 高偉傷人案辨護律師                                        |
| 盧剛   | 律師助理 |                                                           |

## 外景
- 灣仔區域法院
- 沙咀青年勞役中心

- 梳士巴利道尖沙咀海濱公園

- 影廬

## 軼事
- 本劇是鄧一君加入TVB的第一部劇集，曾在新城電台主持與劇名近似的節目「五個廣播的少年」。
- 本劇是莫家堯轉投TVB的第一部劇集，並且首次飾演反派。
- 本劇是歌手張崇基目前唯一一部劇集。